# Кафана Два јаблана
Kaфана „Два јаблана”, кaсније названа „Руски цар” а после Другог светског рата преименована у „Зaгрeб” , подигнута је и отворена 1852. године. Добила је име прeмa двa усaмљeнa дрвeтa oвe врстe који су пoрeд њe рaсли, пa сe и цeo крaj oзнaчaвao кao „тaмo кoд двa jaблaнa“.

## Историјат
„Два јаблана” су, као механа, имали и собе за преноћиште, а најчешће су ту ноћивали сељаци будући да је била неугледна и јефтина.
Текст из списка кафана из 1860. године гласи:
```
„
Кафана Ристе Стојановића, фишекџије, житеља овдашњег. Држи је под закуп Никола Тасић, житељ овдашњи. Узета је под аренду о Митров дну 1859. године на три године. Отворена је пре 8 година без одобрења. Од слабог је материјала. Има у себи поред мејане, 2 собе и подрум. У сокаку који води поред два јаблана к Батал џамији поред куће Г. Христића и према школи теразијској.
”
```

Временом је кафана напредовала, па 1912. године у дворишту постоји позоришна сцена с Варијетеом Аполо, који је давао музичке, плесне, хумористичке и артистичке тачке. Постојала је и после Првог светског рата, али јој је име промењено у ресторан „Загреб”. Нестала је 1930. године, када су њене просторије преузеле трговачке радње.

## Занимљивости
Средином 1920. године позоришну сцену у дворишној башти користи руско позориште „Би-ба-бо” Јаше Јаковљева, а у њему познати глумац Петар Прличко и чувена певачица романси Олга Јанчевецка. Играле су се једночинке, оперете, балетске представе, које су биле популарне и посеће. Гости су често били из уметничког света.
Власници кафане били су фишекџија Риста Стојановић (1860), па Сава Ристић (1875—1879), Михаило Миловановић (1912) и Персида Миловановић (1922), а кафеџије Никола Тасић (1860), Игњат Петровић (1896), Бранко Васић (1897), Шарлота Панић (1918) и Радомир Јовановић (1923).